# Mixogaster flukei
Mixogaster flukei är en tvåvingeart som beskrevs av Hull 1954. Mixogaster flukei ingår i släktet Mixogaster och familjen blomflugor. Inga underarter finns listade i Catalogue of Life.